# 안동 봉정사 만세루
안동 봉정사 만세루(安東 鳳停寺 萬歲樓)은 경상북도 안동시 서후면 태장리, 봉정사에 있는 조선시대의 건축물이다. 2001년 11월 1일 경상북도의 유형문화재 제325호로 지정되었다.

## 개요
봉정사 대웅전 앞에 있는 2층의 누각형태를 한 누문이다. 봉정사는 신라 신문왕 2년(682)에 의상대사가 세운 절이라고 한다. 전설에 의하면, 의상대사가 도력으로 만든 종이 봉황을 부석사에서 날리자 이 곳에 내려 앉아 봉정사라 불렀다고 한다.
만세루는 정면 5칸, 측면 3칸 규모로, 지붕은 옆면에서 볼 때 사람 인(人)자 모양인 맞배지붕이다. 앞면에서 보면 2층이나 경사진 지형을 이용하여 뒷면은 단층으로 처리하였다. 아래층 가운데 칸에 출입문을 두었으며, 위층은 네모난 우물 정(井)자 모양의 우물마루 바닥에 평난간으로 둘러져 있다.
봉정사의 입구에 해당하는 누문으로 원래는 덕휘루로 불리었으나 언제 이름이 바뀌었는지는 알 수 없다. 조선 숙종 6년(1680)에 건립된 후 여러 차례에 걸쳐 보수된 만세루는 17세기 후반의 건실하면서도 당당한 건축수법의 특징이 잘 나타나 있다.

## 현지 안내문
이 건물은 대웅전 앞에 있는 2층의 누각형태를 한 건물로 사찰의 입구에 해당된다. 1680년(숙종 6)에 건립되었다고 전하는 이 건물은 원래 덕휘루로 불리었으나 언제부터 만세루로 바뀐 것인지 분명하지 않다. 건립 후 여러 차례 보수가 있었다고 한다.
규모는 정면 5칸, 측면 3칸이며, 홑처마 맞배지붕 건물이다. 지형의 경사를 자연스럽게 이용하여 앞면은 2층이나 뒷면은 단층으로 처리하였다. 만세루는 17세기 후반의 건실하면서도 당당한 건축수법의 특징이 잘 나타나 있어 조선 중기 건축사 연구에 가치가 있는 문화재이다.

## 같이 보기
- 안동 봉정사 대웅전 (보물 제55호)

## 참고 자료
- 봉정사만세루 - 국가유산청 국가유산포털